# Chalcides ebneri
Chalcides ebneri är en ödleart som beskrevs av  Werner 1931. Chalcides ebneri ingår i släktet Chalcides och familjen skinkar. IUCN kategoriserar arten globalt som akut hotad. Inga underarter finns listade i Catalogue of Life.